# Contraloría General de la República de Costa Rica
La Contraloría General de la República | Costa Rica (CGR) es el órgano constitucional, auxiliar de la Asamblea Legislativa, fiscalizador del uso de los fondos públicos del Estado costarricense, así como controlador superior de la Hacienda Pública y rector del sistema de fiscalización del país.

## Historia
En 1825, es promulgada la Ley Fundamental del Estado Libre de Costa Rica, en la cual se destaca la preocupación por salvaguardar el orden en el manejo de la Hacienda Pública. Gracias a ello, se crea el Tribunal de Cuentas, órgano dependiente del Congreso, cuya función consistía en ejercer un control financiero de orden político, examinando los resultados de las principales rentas que debían rendir los Jefes de Estado, pero, sin embargo, el Tribunal sería suprimido después de diversos altibajos en el transcurso del tiempo.
El 26 de mayo de 1922, mediante la Ley n.° 8, se crea la llamada Oficina de Control, órgano dependiente del Poder Ejecutivo, y la cual asumiría las funciones de la contaduría mayor, además de aprobar anticipadamente el presupuesto público anual y ejercer el control presupuestario. Más tarde, esta Ley sería reemplazada por la Ley n.° 600 del 6 de septiembre de 1945, la cual crea el llamado Centro de Control, auxiliar del Poder Legislativo.
En 1949, mediante la emisión de la Constitución Política de Costa Rica, se crea la Contraloría General de la República, entidad que tendría la función de ser el freno y contrapeso legislativo en la ejecución y liquidación de los presupuestos del Estado, sin embargo, no es hasta el 23 de diciembre de 1950 que la Contraloría recibe vida jurídica mediante la Ley n.° 1252 . En 1951, la Contraloría entra en funciones bajo la dirección del contralor general Amadeo Quirós Blanco y del subcontralor Rodolfo Castaing Castro, con un presupuesto de ¢300,000.
En 1988, es inaugurado el actual edificio de la Contraloría General de la República, situado en el distrito de Mata Redonda, en el cantón de San José, con un total de 14 plantas y considerado, en ese entonces, como uno de los edificios más altos del país. La Contraloría se ubicó anteriormente en el centro de San José, entre las Avenida Central y Calle 0.
El 7 de septiembre de 1994, es decretada la Ley 7428 que reemplaza la Ley n.° 1252 de 1950, dándole a la Contraloría nuevos objetivos, funciones, atribuciones y  procedimientos.

## Funciones
La Contraloría General de la República es una institución auxiliar de la Asamblea Legislativa en la vigilancia de la Hacienda Pública, pero tiene absoluta independencia funcional y administrativa en el desempeño de sus labores respecto de cualquier Poder, ente u órgano público. Sus decisiones solamente se encuentran sometidas a la Constitución Política, a tratados o convenios internacionales y a la ley.

### Función fiscalizadora
En Costa Rica, los beneficios patrimoniales y toda liberación de obligaciones en favor de un sujeto privado, deberán darse por medio de una ley y estarán sujetos a la fiscalización facultativa de la Contraloría General de la República. Cuando se otorgue el beneficio de una transferencia de fondos del sector público al privado, gratuita o sin contraprestación alguna, la entidad privada deberá administrarla en una cuenta corriente separada, en cualquiera de los bancos estatales y ; llevará registros de su empleo, independientes de los que corresponden a otros fondos de su propiedad o administración. Asimismo, debe someter a la aprobación de la Contraloría General de la República el presupuesto correspondiente de esos fondos.
También puede fiscalizar el cumplimiento, por parte de los sujetos privados beneficiarios, de reglas elementales de lógica, justicia y conveniencia, para evitar abusos, desviaciones o errores manifiestos en el empleo de los beneficios recibidos, respetando la libertad de iniciativa del sujeto privado beneficiario, en lo referente a la elección y el empleo de los medios y métodos para la consecución del fin asignado.
La desviación del beneficio hacia fines diversos del asignado, aunque estos sean también de interés público, facultará a la entidad concedente para suspender o revocar la concesión, según la gravedad de la violación cometida. También facultará a la Contraloría General de la República para ordenar que se imponga la sanción. Cuando la desviación se realice en beneficio de intereses privados, del sujeto agente o de terceros, la concesión deberá ser revocada y el beneficiario quedará obligado a la restitución del valor del beneficio desviado, con los daños y perjuicios respectivos. 

### Hacienda Pública
La Hacienda Pública está constituida por los fondos públicos, las potestades para percibir, administrar, custodiar, conservar, manejar, gastar e invertir tales fondos y las normas jurídicas, administrativas y financieras, relativas al proceso presupuestario, la contratación administrativa, el control interno y externo y la responsabilidad de los funcionarios públicos.
El patrimonio público será el universo constituido por los fondos públicos y los pasivos a cargo de los sujetos componentes de la Hacienda Pública. Serán sujetos componentes de la Hacienda Pública, el Estado y los demás entes u órganos públicos, estatales o no, y las empresas públicas, así como los sujetos de Derecho Privado, en cuanto administren o custodien fondos públicos por cualquier título, con las salvedades establecidas en el párrafo anterior.
Fondos públicos son los recursos, valores, bienes y derechos propiedad del Estado, de órganos, de empresas o de entes públicos.
La Contraloría está encargada de aprobar los presupuestos de las empresas públicas (como el Instituto Costarricense de Electricidad o RECOPE), fondos públicos que administran privados, instituciones autónomas (como la Universidad de Costa Rica o la CCSS) y las Municipalidades.

### Competencia
La Contraloría General de la República ejerce su competencia sobre todos los entes y órganos que integran la Hacienda Pública. Los criterios que emite la Contraloría General de la República en el ámbito de su competencia, son vinculantes para los sujetos pasivos sometidos a su control o fiscalización. También posee competencia facultativa en los siguientes casos:
- Entes públicos no estatales de cualquier tipo.
- Sujetos privados que sean custodios o administradores de fondos públicos.
- Entes y órganos extranjeros integrados por entes u órganos públicos costarricenses, cuya dotación patrimonial y financiera esté dada principalmente con fondos públicos costarricenses, aun cuando hayan sido constituidos de conformidad con la legislación extranjera y su domicilio sea en el extranjero.[1]

## Titulares
La Contraloría está a cargo de un contralor y un subcontralor. Ambos funcionarios son nombrados por la Asamblea Legislativa, dos años después de haberse iniciado el período presidencial, para un término de ocho años; pueden ser reelectos indefinidamente, y gozarán de las inmunidades y prerrogativas de los miembros de los Supremos Poderes.
El contralor y subcontralor responden ante la Asamblea Legislativa por el cumplimiento de sus funciones, y pueden ser removidos por ella, mediante votación no menor de las dos terceras partes del total de sus miembros, si en el expediente creado al efecto se les comprobare ineptitud o procederes incorrectos. Esto ha ocurrido solamente una vez desde su constitución en 1951, en el caso del Dr. Alex Solís Fallas.
En los procesos judiciales, la Contraloría General de la República está facultada para participar, como "amicus curie" o como coadyuvante en los procesos jurisdiccionales en que se encuentren involucrados la Hacienda Pública o los fondos privados sujetos a control y a fiscalización del órgano contralor; también, como parte principal debidamente legitimada en los juicios que versen sobre actos o dictámenes de ella misma o sobre actos de la administración activa ordenados o recomendados por ella.

### Contralores generales
| - Amadeo Quirós Blanco (1950-1956) - Francisco Ruiz Fernández (1956-1961) - Jorge Nilo Villalobos Dobles (1961-1964) - Eugenio Rodríguez Vega (1964-1970) - Roberto Jesús Losilla Gamboa (1970-1972) - Rafael Ángel Chinchilla Fallas (1972-1987) | - Elías Soley Soler (1987-1992) - Samuel Hidalgo Solano (1992-1996) - Luis Fernando Vargas Benavides (1996-2004) - Alex Solís Fallas (2004-2005) - Rocío Aguilar Montoya (2005-2012) - Marta Acosta Zúñiga (2012-2020) - Marta Acosta Zúñiga (2020 a hoy) |

### Subcontralores generales
| - Rodolfo Castaing Castro (1950) - José Paulino Soto Chaves (1950-1956) - Mario Rodríguez Rodríguez (1956-1964) - Fernando Murillo Bonilla (1964-1967) - Rolando Ramírez Paniagua (1972-1982) | - Rodrigo Ramírez Montoya (1982-1990) - Aracelly Pacheco Salazar (1990-1996) - Jorge Corrales Quesada (1996-2004) - Marta Acosta Zúñiga (2004-2012) - Sylvia Solís Mora (2012-2020) | - Bernal Aragón Barquero (2020-a hoy) |